# Nick Rimando
Nicholas Rimando (ur. 17 czerwca 1979 w Montclair w Kalifornii) – amerykański piłkarz pochodzenia meksykańsko-filipińskiego występujący na pozycji bramkarza. Obecnie jest zawodnikiem klubu Real Salt Lake.

## Kariera klubowa
Rimando karierę rozpoczynał w UCLA Bruins, drużynie University of California, Los Angeles. W 2000 roku trafił do Miami Fusion z Major League Soccer. W 2001 roku wygrał z klubem MLS Supporters' Shield. W tym samym roku drużyna Miami Fusion została rozwiązana.
W 2002 roku Rimando przeszedł do zespołu MLS, DC United. Pierwszy ligowy mecz zaliczył tam 23 marca 2002 roku przeciwko Los Angeles Galaxy (1:2). W 2004 roku wygrał z zespołem MLS Cup, a w 2006 roku MLS Supporters' Shield. Przez 5 sezonów w barwach DC United rozegrał 98 spotkań.
W 2007 roku Rimando został graczem Realu Salt Lake. W jego barwach zadebiutował 7 kwietnia 2007 roku w zremisowanym 2:2 spotkaniu z FC Dallas. W 2009 roku zdobył z Realem MLS Cup.

## Kariera reprezentacyjna
W reprezentacji Stanów Zjednoczonych Rimando zadebiutował 17 listopada 2002 roku w wygranym 2:0 meczu z Salwadorem.